# Salto Catedral
Die Salto Catedral in San Carlos de Bariloche war die einzige  Skisprungschanze Argentiniens in der Provinz Río Negro im Departamento Bariloche.

## Geschichte
Die Schanze wurde von 1945 bis 1955 für Wettkämpfe genutzt. Unter anderem Argentiniens Skisprungrekordhalter Luis de Ridder war dort sehr erfolgreich. Als das Skigebiet ausgebaut wurde, verloren nordische Sportarten aber an Bedeutung.